# 독도해국

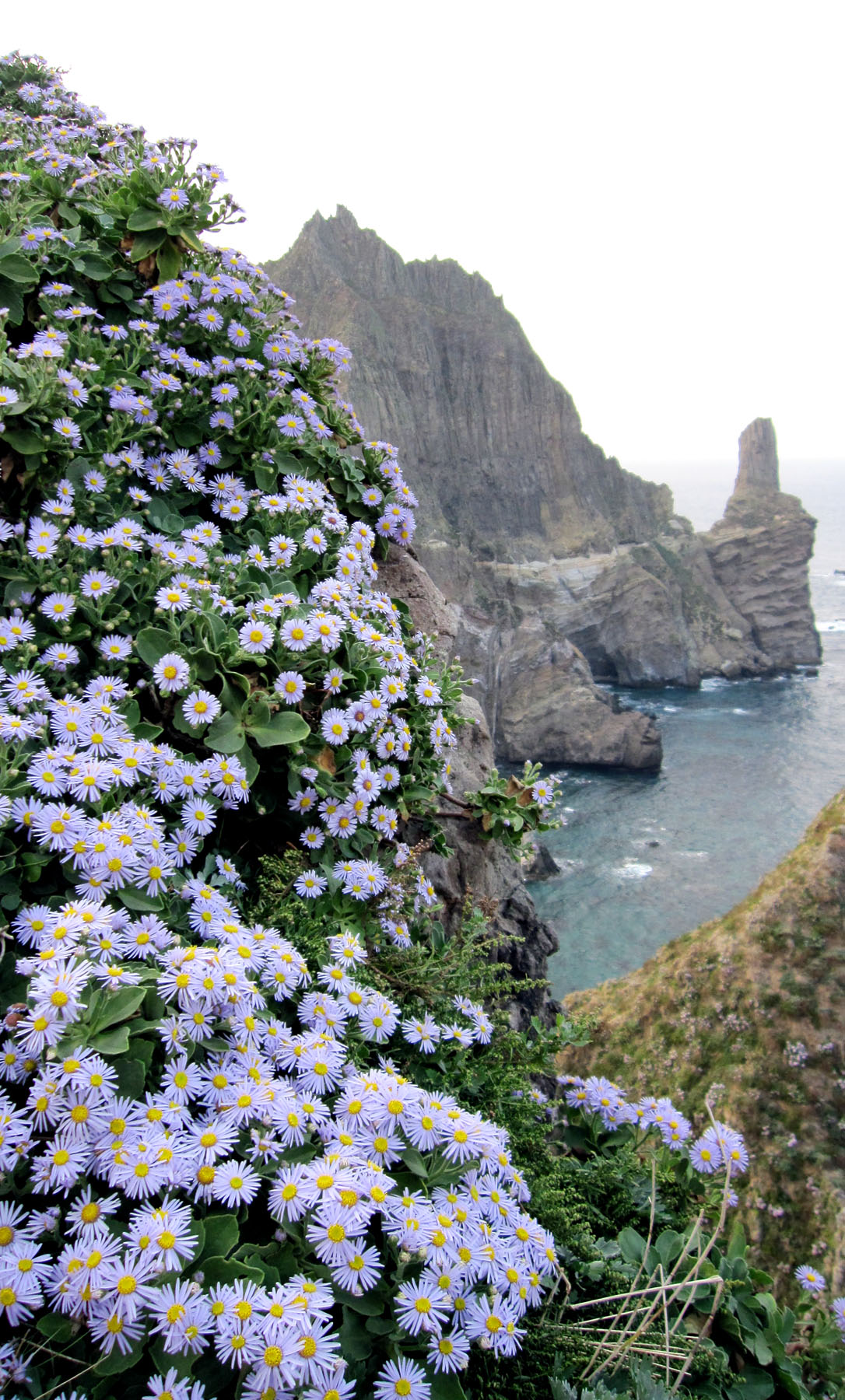
독도해국

독도 해국(獨島海菊), 또는 독도 왕해국(獨島王海菊)은 대한민국 중부 이남과 독도에 서식하는 여러해살이풀이다.